# Pradettes
Pradettes é uma comuna da França, localizada no departamento de Ariège na região de Occitânia.